# Edvin Österberg
Edvin Per Vilhelm Österberg, född den 15 juni 1850 i Stockholm, död där den 13 juni 1917, var en svensk
skolman. Han var gift med Martina Österberg.
Österberg blev student vid Uppsala universitet 1869 och var medlem av Nordisk familjeboks redaktion 1874–1876. Han blev filosofie doktor 1886, adjunkt i latin, franska och engelska vid Nya elementarskolan i Stockholm 1892 samt lektor i tyska och engelska där 1906. Han var 1908–1912 rektor vid statens samskola i Trelleborg och tjänstgjorde 1912–1915 som lektor vid Norra realläroverket i Stockholm. Åren 1905–1906 var han kronprinsessan Margaretas lärare i svenska.
Dels under flerårig studievistelse i utlandet, dels under nästan årliga resor dit, särskilt till England, skaffade Österberg sig utomordentlig skicklighet som språklärare och nedlade ett mycket högt skattat arbete på att införa en levande språkundervisning i skolan, med tillämpning av imitativa metoden. Han kallades också 1906 och 1908–1909 att som sakkunnig delta i utarbetandet av läroplan och metodiska anvisningar för undervisning i engelska vid realskolan och gymnasiet.